# Philips Angel II
Philips Angel II of Philips Angel van Leiden (Leiden, ca. 1618 – na 1664) was een kunstschilder, schrijver, etser en ambtenaar in dienst van de Vereenigde Oostindische Compagnie (VOC). Hij is vooral bekend als auteur van een 58-pagina tellend boekje met de titel Lof der schilder-konst, dat een zeldzame bron vormt voor het begrijpen van de Nederlandse kunsttheorie uit het midden van de 17de  eeuw.
Het leven en werk van Philips Angel II worden vaak verward met die van een familielid (vermoedelijk een neef) met dezelfde naam (aangeduid als Philips Angel I of Philips Angel van Middelburg), geboren in Middelburg in 1616.

## Biografie
Philips Angel II was actief als schilder in Leiden vanaf 1637, waar hij wordt vermeld als een meesterschilder in 1638. Hij trouwde in 1639. Op 6 november 1639 werd een dochter van hem geboren in Leiden en op 10 april 1641 huurde hij in die stad een huis.  
Op 18 oktober 1641 hield hij in Leiden een voordracht getiteld Lof der schilder-konst, die hij in 1642 liet uitgeven.

### In Perzië
In 1645 trad hij in dienst van de VOC en vertrok hij met zijn vrouw naar Batavia. Hij presteerde naar behoren en werd in 1651 met de VOC-gezant Joan Cunaeus naar Isfahan gezonden, waar hij opperhoofd van de factorij en tweede man in de hiërarchie van de VOC in Perzië zou worden. Spoedig na aankomst daar werd hij betrapt op het pogen een zeer grote hoeveelheid goederen voor persoonlijk gewin te verhandelen. Het transport van die goederen had hij de VOC laten betalen. Vrijwel iedere employee van de compagnie handelde ook voor eigen gewin en de compagnie gedoogde dat tot op zekere hoogte. Deze hoeveelheid was echter te veel om te laten passeren en Angel kreeg het bevel terug te keren naar Batavia en daar een proces tegen hem af te wachten. Gedurende zijn reis naar de kust werd door de VOC een bericht ontvangen van sjah Abbas II dat hij Angel als kunstschilder in dienst wilde nemen. Cunaeus stelde Angel voor de keus naar Batavia te gaan waar een proces tegen hem zou plaatsvinden of het aanbod van de sjah te accepteren. Angel koos voor het laatste. Tijdens de reis terug naar Isfahan maakte hij in Persepolis een aantal van de eerste tekeningen van de bouwwerken in de oude hoofdstad van het Eerste Perzische Rijk. Deze tekeningen werden opgenomen in het tussen 1724 en 1726 verschenen werk Oud en Nieuw Oost-Indiën van François Valentijn, maar daarin foutief toegeschreven aan Herbert de Jager. 
Hij kocht een atelier en ging in 1653 als kunstschilder aan de slag. Angel werd daarmee de zesde Nederlandse kunstschilder die werkzaam was aan het hof van een van de vorsten van de Safawiden. De eerste was Jan Lucasz. van Hasselt, die daar van 1617 tot 1630 had gewerkt. Die vorsten betaalden de Nederlandse schilders exorbitant hoge salarissen. Angel kreeg een jaarlijkse bijdrage van 4000 guldens, ongeveer het tienvoudige dat een schilder die redelijke kwaliteit kon produceren in Nederland verdiende. Voor vijf schilderijen kreeg hij daarnaast nog een bedrag van ongeveer 6000 guldens. De VOC was van opvatting dat in ieder geval dit laatste bedrag de compagnie toekwam. 

### In Batavia

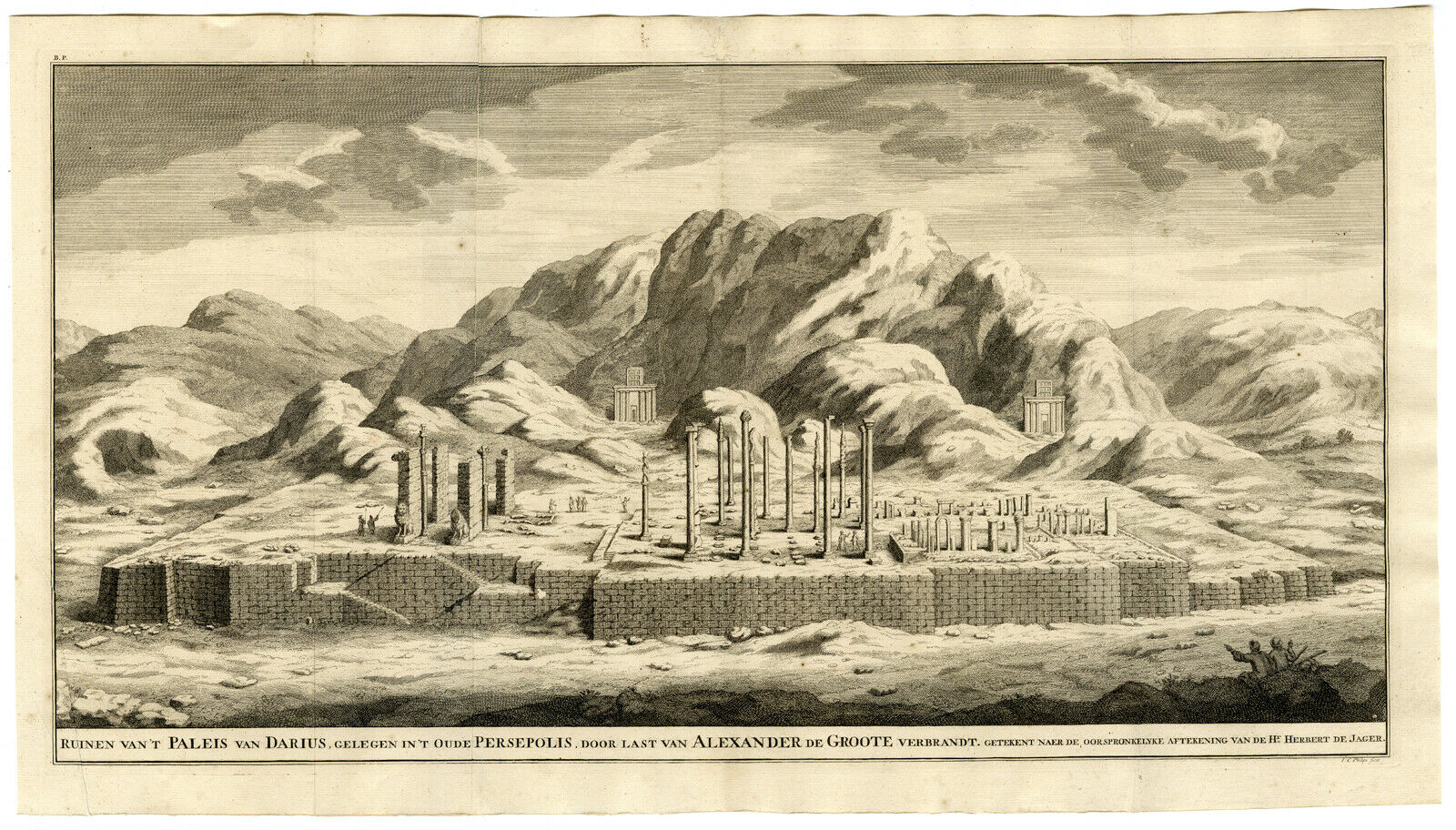
Kopergravure naar een tekening van Persepolis van Angel. Deze gravure werd in 1724 gepubliceerd door François Valentijn in Oud en Nieuw Oost-Indiën, maar daarin foutief toegeschreven aan Herbert de Jager.

Er heerste bij de compagnie in Perzië ook groot wantrouwen ten opzichte van Angel. In 1654 gaf de gouverneur-generaal Joan Maetsuycker het hoofd van de vestiging in Perzië, Dirck Sarcerius, de opdracht Angel alsnog naar Batavia te zenden. Ondanks verzet van Angel werd die opdracht uitgevoerd. In Batavia klaagde Angel de VOC aan vanwege zijn opvatting dat hij nog geld van de compagnie tegoed had. Die claim werd verworpen en vervolgens volgde een aanklacht van de VOC tegen Angel vanwege zijn illegale handel. In 1656 trouwde Angel met Maria van der Stel, de jongere zus van Simon van der Stel, de latere gouverneur van de Kaapkolonie. Het was deze connectie die de compagnie deed besluiten de aanklacht te laten vallen. Angel verkreeg enkele functies binnen het stadsbestuur van Batavia. 
Zijn vrouw overleed in 1661 en daarmee was ook de bescherming van de familie van der Stel weggevallen. Later dat jaar werd hij beschuldigd van verduistering van 6000 rijksdaalders. Angel werd gearresteerd en zijn bezit werd verkocht. De VOC diende bovendien een nieuwe aanklacht tegen hem in vanwege het atelier dat hij destijds in Isfahan tegen de instructies van de compagnie had laten bouwen. 
Het laatste bericht over Angel is een in 1664 gemaakte inventarislijst van zijn bezittingen in Batavia waar negen schilderijen op vermeld zijn. Geen van die schilderijen is bewaard gebleven. Na zijn overlijden werden tekeningen die hij gemaakt had gepubliceerd onder namen van anderen, zoals het werk in Persepolis. De Franse reiziger en juwelier Jean-Baptiste Tavernier die ook langere tijd in Perzië had verbleven schreef dat hij van sjah Abbas II bij zijn vertrek een aantal tekeningen als afscheidscadeau had ontvangen. Enkele van die schilderijen had de sjah zelf gemaakt. Hij vertelde Tavernier dat hij had leren tekenen van Angel. 
- Biografisch Portaal: 66817744
- Gemeinsame Normdatei: 11918348X
- International Standard Name Identifier: 0000 0000 1213 7187
- Nederlandse Thesaurus van Auteursnamen: 072799331
- RKD-Nederlands Instituut voor Kunstgeschiedenis: 1845
- Union List of Artist Names: 500334275
- Virtual International Authority File: 50030025
- WorldCat: E39PCjKXkC3KQhm4rWVRDk9ppq